# Rhodesita
|  | No s'ha de confondre amb rodizita. |

La rhodesita és un mineral de la classe dels silicats que pertany i dona nom al grup de la rhodesita, l'altre mineral d'aquest grup és la melansonita. La rhodesita va ser anomenada en honor de Cecil Rhodes (1853-1902), empresari, colonitzador i polític britànic.

## Característiques
La rhodesita és un fil·losilicat de fórmula química KHCa₂Si₈O19·5H₂O. Cristal·litza en el sistema ortoròmbic. La seva aparença és de fibres sedoses mats, algunes d'elles escatoses, de fins a 2 mm; també en forma de rosetes aplanades, segregacions irregulars i crostes. La seva duresa a l'escala de Mohs és d'entre 3 a 4.
Segons la classificació de Nickel-Strunz, la rhodesita pertany a «09.EB - Fil·losilicats amb xarxes dobles amb 4- i 6-enllaços» juntament amb els següents minerals: macdonaldita, delhayelita, hidrodelhayelita, monteregianita-(Y) i carletonita.

## Formació i jaciments
La rhodesita va ser descoberta a la mina (enginyeria) Bultfontein, a Frances Baard (Cap Septentrional, Sud-àfrica) en una mena de kimberlita. També ha estat desccrita en un dipòsit de magadiïta situat en laves silíciques alterades al comtat de Triniti (Califòrnia, EUA); a Alemanya, Àustria, Itàlia i Ucraïna.